# Terminal Central de Autobuses de Poza Rica
La Terminal Central de Autobuses de Poza Rica, más conocida como "Central de Autobuses de Poza Rica"  o  CAPOR, es una de las terminales foráneas con las instalaciones más modernas de la zona norte de Veracruz y del norte de México, es el principal núcleo urbano de la zona norte, sede administrativa de la Región Norte de Pemex Exploración y Producción, y una de las 4 regiones en que se subdivide la subsidiaria de Petróleos Mexicanos. 
Primero en la Central de Autobuses de Poza Rica, es la principal sede del Grupo Estrella Blanca, Grupo IAMSA, y otros Transportes Regional o Local, por donde los viajeros conectan de diferentes varios puntos de la República Mexicana.
La Terminal de Autobuses de Primera de Poza Rica es más conocida como Central de Autobuses de Primera de Poza Rica o si refiere como Terminal ADO Poza Rica es uno de las terminales foráneas modernas remodeladas e instalaciones es la sede principal de Grupo ADO por donde los viajeros ofrecen opciones que conectan en varios puntos del norte, centro, sur y sureste de la República Mexicana.

## Ubicación
Se localiza en avenida Prolongación Puebla s/n, entre las calles Panuco y álamo, Poza Rica Veracruz. referencias de ubicación a un lado de la Terminal de autobuses de primera ADO o Terminal Central de Autobuses de Primera de Poza Rica, Al nor-poniente de la ciudad, entre el río Cazones y el arroyo y la otra terminal se encuentra ubicado en la Calle Puebla Esq. con Panuco S/N, Poza Rica, Veracruz. referencias de ubicación a un lado de Terminal Central de Autobuses de Poza Rica, Por la Tienda Soriana entre las calles el Arroyo y el río Cazones..

## Historia
La Terminal Central de Autobuses de Poza Rica desde que se inauguró el 21 de diciembre de 1984, gracias a las empresas y socios de autobuses nacionales y regionales, y se divide en dos partes: primero, La Terminal Central de Autobuses de Poza Rica es la terminal donde los viajeros conectan desde diferentes puntos de la república mexicana y actualmente la Terminal Central de Autobuses de Poza Rica se encuentra en remodelación, gracias al esfuerzo de las empresas socias, y la otra Terminal Central de Autobuses de Primera de Poza RIca fue inaugurada en 1971 cuando Grupo ADO y socios de autobuses cuando fue adquirida en 1971 tiempo después en virtud de que la empresa tenía en su poder permisos de primera clase para las rutas Reynosa y Matamoros.

## Especificaciones de la terminal
- Números de Andenes:55 Terminal Central de Autobuses de Poza Rica, 18 Terminal Central de Autobuses de Primera de Poza RIca
- Espacios de aparcamiento de autobuses:
- Superficie total de la terminal:
- Servicio de Estacionamiento: duvan y superficial
- Número de taquillas:
- Número de locales comerciales:
- Sala de espera: 2

## Destinos
| Líneas de Autobuses                                   | Destinos |
| ----------------------------------------------------- | --- |
| Autobuses Futura                                      | Acapulco Central Lujo, Álamo, Cd. Acuña, Cd. Victoria, Cerro Azul, Chilpancingo, Cuernavaca E.Blanca, Durango, Gómez Palacio, Guadalajara, Huauchinango, Irapuato, León, Linares, Matamoros, Ciudad de México Central Norte, Monterrey Central, Naranjos, Nuevo Laredo, Ozuluama, Pachuca, Puebla CAPU, Querétaro Central, Reynosa, San Juan de los Lagos, Saltillo, San Fernando, San Sebastián, Soto la Marina, Tampico, Torreón, Tulancingo, Tuxpan, Villa Manuel Avila Camacho, Villa Lazaro Cardenas, Xicotepec de Juárez. |
| Transportes Chihuahuenses                             | Cd. Camargo, Cd. Delicias, Cd. Jiménez, Cd. Juárez, Cd. Victoria, Cerro Azul, Chihuahua, Gómez Palacio, Monterrey, Naranjos, Pistolas Meneses, Saltillo, Tampico, Torreón, Tuxpan. |
| Autobuses Estrella Blanca                             | Álamo, Apizaco, Bustos, Buenos Aires, Canada Rica, Canoas, Cd. Acuña, Cd. Victoria, Cerro Azul, Cerro Dulce, Chicontepec, El Higo, El Molino, El Ojite, Galera, Gómez Palacio, Guadalajara, Horconcitos, Huauchinango, Huejutla, Ídolo, Irapuato, La Crema, La Esperanza, La Pimienta, Las Cañas, León, Linares, Linderos, Matamoros, Ciudad de México Central Norte, Monterrey Central, Naranjos, Nava, Nuevo Laredo, Ozuluama, Pánuco, Piedras Clavadas, Platón Sánchez, Potrero de Llano, Puentes, San Fernando, San Sebastián, Soto la Marina, Tampico, Tuxpan, Xicotepec de Juárez. |
| Autobuses Conexión                                    | Acaxochitlan, Álamo, Cerro Azul, Huauchinango, Ciudad de México Central Norte, Naranjos, Nuevo Necaxa, Ozuluama, Pánuco, Tantoyuca, Tampico, Tempoal, Tihuatlan, Tulancingo, Tuxpan, Villa Manuel Avila Camacho, Villa Lazaro Cardenas, Xicotepec de Juárez. |
| Ómnibus de Oriente                                    | Álamo, Cerro Azul, Matamoros, Naranjos, Reynosa, San Fernando, Tampico, Tuxpan. |
| Transportes Frontera                                  | Álamo, Cd. Acuña, Cd. Victoria, Cerro Azul, Huauchinango, Monterrey Central, Nuevo Laredo, Naranjos, Puebla CAPU, Reynosa, Tampico. |
| ETN Turistar Lujo                                     | Guadalajara, Monterrey Central, Monterrey Churubusco, Nuevo Laredo, Querétaro Central, Tampico, Tuxpan. Reynosa |
| Ómnibus de México/Plus                                | Actopan, Aguascalientes, Camargo, Cd. Valles, Cd. Juárez, Celaya, Chihuahua, Delicias, Durango, Fresnillo, Gómez Palacio, Guadalajara, Agencia Hamburgo, Huauchinango, Irapuato, Ixmiquilpan, Jiménez, León, La Piedad, Ciudad de México Central Norte, Ciudad de México Central Observatorio, Morelia, Moroleon, Monterrey Central, Pachuca, Pistolas Meneses, Querétaro Central, Salinas, San Juan de los Lagos, San Luis Potosí, Sucursal Santa Catarina, Saltillo, Salamanca, Tamiahua, Tampico, Tampico Norte, Tepotzotlan, Torreón, Tula, Tuxpan, Tuxpan Nueva Central, Villa Ahumada, Zacatecas.                                                                                           |
| Transportes Barrita                                   | Álamo, Cerro Azul, Chicontepec, Naranjos, Platón Sánchez, Tamiahua, Tantoyuca, Tihuatlan, Temapache, Tempoal, Tuxpan. |
| Transportes Eje del Golfo                             | Veracruz CAVE, Cardel, Vega de la torre, Nautla, Costa Esmeralda, Gutiérrez Zamora, Martínez de la Torre, Papantla, Tamiahua, Tecolutla, Tihuatlán, Tuxpan. |
| Autobuses Alamo                                       | Aguas Cañas, Álamo, Arbolito, Buenos Aires, Cañas, Cerro Dulce, Chalma, Chicontepec, Galera, Huejutla, Ídolo, La Esperanza, Las Piedras, San Sebastian, Piedras Clavadas, Platon Sánchez, Potreo del Llano, San Sebastian, Tantoyuca, Tarral, Tecomate, Tempoal, Tepetzintla, Tierra Blanca (Tepetzintla), Tihuatlán. |
| Autobuses de Oriente ADO                              | Acayucan, Álamo, Apizaco, Cardel, Cárdenas, Cerro Azul, Chicontepec, Cd. del Carmen, Coatzacoalcos, Córdoba, Costa Esmeralda, Gutiérrez Zamora, Huauchinango, Huejutla, Juchitán de Zaragoza, Martínez de la Torre, Matamoros, Ciudad de México Central Norte, Ciudad de México Central TAPO, Minatitlán, Naranjos, Nautla, Oaxaca, Orizaba, Ozuluama, Pachuca, Pánuco, Papantla, Platón Sánchez, Puebla CAPU, Reynosa, Salina Cruz, San Rafael, San Sebastian, Soto la Marina, Tampico, Tantoyuca, Tecolutla, Tehuantepec, Tempoal, Tepetzintla, Teziutlán, Tihuatlán, Tlalnepantla, Tlapacoyan, Tulancingo, Tuxpan, Vega de la Torre, Veracruz CAVE, Villahermosa, Xalapa, Xicotepec de Juárez. |
| ADO Platino/GL                                        | Cardenas, Cd. del Carmen, Coatzacoalcos, Comitán, Huixtla, La Tinaja, Matamoros, Ciudad de México Central Norte, Minatitlán, Puebla CAPU, Reynosa, San Cristóbal de las Casas, Tampico, Tapachula, Tonalá, Tuxpan, Tuxtla Gutiérrez, Veracruz CAVE, Villahermosa, Xalapa. |
| Autobuses Unidos AU (Directo)                         | Apizaco, Cardel, Gutiérrez Zamora, Huauchinango,, Ciudad de México Central TAPO, Ciudad de México Central Norte, Costa Esmeralda, Nautla, Papantla, Puebla CAPU, Tecolutla, Vega de la Alatorre, Veracruz CAVE, Villa Manuel Avila Camacho (La Ceiba), Villa Lazaro Cardenas La UNO, Xicotepec de Juárez. |
| Autobuses Vía                                         | Altotonga, Cuetzalan, Gutiérrez Zamora, Martínez de la Torre, Papantla, Teziutlán, Tlapacoyan, Zacapoaxtla, Zaragoza. |
| Autobuses Verdes                                      | Apizaco, Calpulalpan, Huauchinango, Pachuca, Puebla CAPU, Tlaxcala, Xicotepec de Juárez. |
| Autotransportes Tlaxcala Apizaco Huamantla ATAH/SUPRA | Apizaco, Chignahuapan, Huauchinango, Lagunilla, Villa Manuel Avila Camacho (La Ceiba), Nuevo Necaxa, Puebla CAPU, Tejocotal, Tlaxcala, Villa Lázaro Cárdenas La UNO, Xicotepec de Juárez, Zacatlán |
| Omnibus de Tizayuca (ODT)                             | Tulancingo, Huauchinango, Xicotepec de Juárez, Villa Manuel Avila Camacho (La Ceiba), Ciudad de México Central Norte, Pachuca, Papantla, Gutierrez Zamora, Tecolutla |
| Autobuses unidos AU (Ordinario)                       | Cardel, Emilio Carranza, Gutiérrez Zamora, Palma Sola, Papantla, Vega de Alatorre, Veracruz CAVE, Xalapa. |

## Transporte público de pasajeros
- Transporte colectivo
- Servicio de taxi